# Sand Lake, Minnesota
Xã Sand Lake (tiếng Anh: Sand Lake Township) là một xã thuộc quận St. Louis, tiểu bang Minnesota, Hoa Kỳ. Năm 2010, dân số của xã này là 1.066 người.